# Барсегянц, Люсик Оганесовна
Люсик Оганесовна Барсегянц (9 сентября 1924, Москва, РСФСР, СССР — 9 марта 2011, Москва, Россия) —  советский и российский судебно-медицинский эксперт, учёный, доктор медицинских наук, профессор, крупнейший специалист в области судебно-медицинской экспертизы вещественных доказательств. Единственный в России и в ближнем зарубежье учёный, издавший учебники в этой области. 

## Биография
Её отец работал юристом, был членом Московской городской коллегии адвокатов. Её мать была домохозяйкой, происходила из знатного карабахского рода Пирумян. Дед по материнской линии Даниэл-бек Пирумян — был полковником русской армии, участник русско-турецкой войны, герой битвы при Сардарапате.
Люсик Барсегянц родилась 9 сентября 1924 года в Москве.
Во годы Великой Отечественной войны работала на трудовом фронте. Затем в 1947 году завершила обучение на лечебном факультете 2-го ММИ. В 1950 году там же окончила аспирантуру на кафедре судебной медицины.
Поступила на должность судебно-медицинского эксперта в Московской городской судебно-медицинской экспертизе (1951–1952). Свыше трёх десятилетий она работала в НИИ судебной медицины Министерства здравоохранения СССР (ныне ФГБУ «Российский центр судебно-медицинской экспертизы» Минздравсоцразвития России). Там Барсегянц дослужилась до заведующего отделом судебно-медицинского исследования вещественных доказательств. При этом совмещала научную, экспертную и педагогическую деятельность.
В 1953 году ей была присуждена кандидатская  степень, в 1971 году – докторская (тема диссертации «Обнаружение различных выделений человеческого организма при судебно-медицинской экспертизе вещественных доказательств»).
В 1981 году Барсегянц было присуждено звание профессора кафедры судебной медицины Центрального института усовершенствования врачей.
Она была единственным в России и в ближнем зарубежье учёным, который издал учебники по судебно-медицинскому исследованию вещественных доказательств.
Барсегянц является блестящим экспертом в области судебной биологии, стала учителем многих поколений судебных медиков.
Умерла 9 марта 2011 года. Похоронена на Армянском кладбище.

## Достижения
Барсегянц опубликовала свыше 250 научных работ, 6 монографии, атлас по судебно-медицинской экспертизе волос. По её разработанным методикам выпущено 10 информационных и методических писем. Её учебник издавался трижды, последний раз в 2005 году. Она получила 6 патентов на изобретения и 1 авторское свидетельство. Подготовила восемь кандидатов медицинских наук, из них двух иностранных специалистов.
Являлась членом редакционной коллегии журнала «Судебно-медицинская экспертиза», членом правления Биологического музея имени К.А. Тимирязева Москвы, действительным членом Международной академии информатизации. Также входила в состав проблемной комиссии по судебной медицине Академии медицинских наук СССР. Рецензировала статьи по исследованию вещественных доказательств. Подготовила большое число экспертов-биологов.

### Награды
Награждена медалями «За доблестный труд в Великой Отечественной войне», «50 лет Победы в Великой Отечественной войне 1941-1945 гг.», «60 лет Победы в Великой Отечественной войне 1941-1945 гг.», «В память 850-летия Москвы», почётными знаками «За заслуги» Всероссийского общества судебных медиков и «Отличник здравоохранения».